# Полюс свобод
Полюс свобод (итал. Polo delle Libertà) — правоцентристская коалиция в Италии, существовавшая в 1994—2000 и являвшаяся предшественником коалиции «Дом свобод». Лидер коалиции и крупнейшей партии в её составе (Вперёд, Италия) — Сильвио Берлускони.
На парламентских выборах 1994 года «Полюс свобод» неожиданно получил 43 % голосов избирателей и более половины мест в нижней палате парламента, что позволило Берлускони стать премьер-министром. Однако в 1995 году Лига Севера вышла из коалиции, а в 1996 году состоялись досрочные парламентские выборы, на которых победила левоцентристская коалиция «Олива», возглавляемая Романо Проди. В 2000 году Лига Севера вернулась в состав коалиции, которая была преобразована в новый союз «Дом свобод».
В состав партии входили различные правые политические силы — от сепаратистской Лиги Севера до неофашистского Национального альянса.